# Mimopydna sikhima
Mimopydna sikhima är en fjärilsart som beskrevs av Dudgeon 1898. Mimopydna sikhima ingår i släktet Mimopydna och familjen tandspinnare. Inga underarter finns listade i Catalogue of Life.